# Syntomoza unicolor
Syntomoza unicolor är en insektsart som först beskrevs av Loginova och Parfentiev 1958.  Syntomoza unicolor ingår i släktet Syntomoza och familjen rundbladloppor.
Artens utbredningsområde är Iran. Inga underarter finns listade i Catalogue of Life.